# Guerra civil peruana de 1894-1895
La guerra civil peruana de 1894-1895, conocida también como la revolución civil de 1894-1895, tuvo su origen en el alzamiento popular y civil contra el segundo gobierno del general Andrés Avelino Cáceres, que fue encabezado por el caudillo civil Nicolás de Piérola.
La causa inmediata de esta revolución fue la cuestionada elección de Cáceres en 1894, realizada fuera del marco constitucional, pero la causa fundamental fue la necesidad de acabar con la hegemonía del Partido Constitucional o cacerista (en el poder desde 1886), y con el auge del militarismo en el escenario político (el llamado Segundo Militarismo, o militarismo después de la derrota con Chile).
Los revolucionarios o insurrectos fueron conocidos como coalicionistas, pues los partidos opositores a Cáceres que fomentaron el alzamiento se habían unido en una autodenominada Coalición Nacional. También se les denominó pierolistas. Las filas coalicionistas o pierolistas estaban conformadas por montoneros o guerrilleros, que surgieron en diversas provincias del país, así como por voluntarios; mientras que el gobierno de Cáceres contó con el respaldo del ejército regular concentrado en Lima. El conflicto culminó con la entrada de los montoneros en Lima y la renuncia de Cáceres, luego de sangrientos enfrentamientos en las calles de la ciudad. Esta guerra marcó el fin de una época en la historia republicana peruana y el inicio de otra, conocida como la República Aristocrática.

## Antecedentes

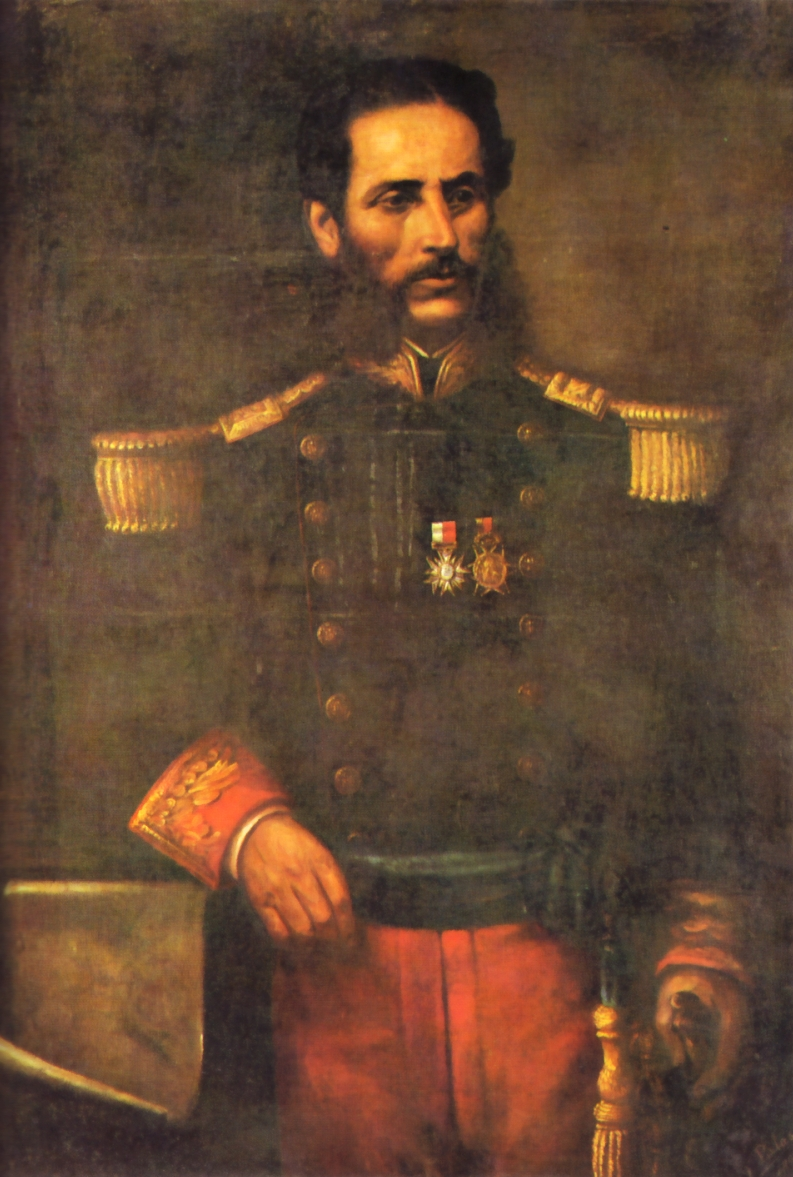
Retrato del general Andrés Avelino Cáceres. Héroe de la resistencia peruana durante la Guerra del Pacífico, y presidente del Perú (1886-1890 y 1894-1895). Obra del pintor Nicolás Palas, año 1894.

Tras la desastrosa derrota en la Guerra del Pacífico, se inició en el Perú la llamada Reconstrucción Nacional. En el orden político se produjo la aparición del Segundo Militarismo, o militarismo después de la derrota, con los generales Miguel Iglesias y Andrés Avelino Cáceres, que se disputaron el poder. Iglesias ocupó el poder en 1883 y firmó la paz con Chile ese mismo año, pero enfrentó la revolución encabezada por Cáceres, que triunfó en 1885. Esta fue la primera guerra civil peruana después de la derrota con Chile. Se instauró un gobierno provisorio, encabezado por el Consejo de Ministros, que convocó a elecciones en las que triunfó Cáceres al frente de su partido, el Constitucional. Su gobierno culminó en 1890, pero su influencia en el poder se mantuvo en los años siguientes, pues su sucesor, el coronel Remigio Morales Bermúdez, pertenecía a las filas de su partido.
Finalizando ya el periodo de Morales Bermúdez, Cáceres preparó su reelección, contando con el apoyo visible del gobierno. Pero entonces falleció súbitamente Morales Bermúdez, el 1 de abril de 1894, y no obstante corresponderle constitucionalmente el mandato a Pedro Alejandrino del Solar en su calidad de primer vicepresidente, asumió el segundo vicepresidente, coronel Justiniano Borgoño, acérrimo cacerista, eliminándose así cualquier escollo que pudiera interponerse en la vuelta del general Cáceres a la presidencia del Perú. Transgrediendo la Constitución, el gobierno de Borgoño disolvió el Congreso[cita requerida] y convocó a elecciones con la única candidatura de Cáceres, quien como era de esperar triunfó e inauguró su segundo gobierno, el 10 de agosto de 1894. Este gobierno carecía de legitimidad y popularidad, por lo que estalló el descontento popular.

## La Coalición Nacional
Por entonces, la oposición al gobierno cacerista la representaban dos grupos políticos: 
- La Unión Cívica (que era una alianza entre los partidarios de Mariano Nicolás Valcárcel, disidente del cacerismo, y el Partido Civil, el ya para entonces tradicional partido que fuera fundado en 1871); y
- El Partido Demócrata, fundado en 1882 por Nicolás de Piérola, famoso líder civil que había sido apresado en 1890 por el gobierno de Morales Bermúdez, pero que logró fugar hacia Chile.

El 30 de marzo de 1894, en vísperas del fallecimiento de Morales Bermúdez, se firmó un pacto de coalición entre cívicos y demócratas "en defensa de la libertad electoral y de la libertad de sufragio". Se formó así la Coalición Nacional, que agrupaba nada menos que a civilistas y demócratas, los adversarios más enconados de la historia política peruana. A continuación empezaron a surgir espontáneamente en todas las provincias del Perú partidas de guerrilleros revolucionarios o montoneros, iniciándose así la rebelión civil contra el segundo gobierno del general Cáceres. Entre los más destacados montoneros estaban los hermanos Oswaldo, Augusto, Edmundo y Teodoro Seminario, en Piura; el hacendado Augusto Durand, en Huánuco; el coronel Felipe Santiago Oré, entre otros.

## La llegada de Piérola

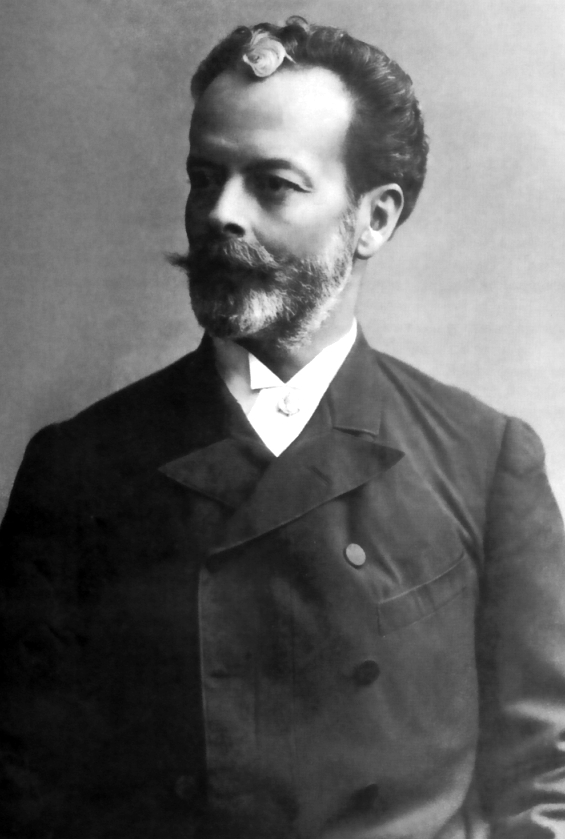
Nicolás de Piérola, caudillo de la revolución de 1894-1895.

El movimiento no tenía todavía un jefe ni una dirección, pero entonces se encomendó a Guillermo Billinghurst para que fuera a Chile en busca de Nicolás de Piérola, que desde 1891 se hallaba desterrado. Piérola aceptó encabezar la revolución y se embarcó en Iquique, el 19 de octubre de 1894, a bordo de una chalupa con solo dos remos y una vela latina. Se dice que Billinghurst solo pudo conseguir tan frágil medio de transporte y que al verla, Piérola le preguntó: «¿Usted se embarcaría en este bote?» Billinghurts le contestó: «Yo no; pero yo no me he propuesto ser el regenerador del Perú». Piérola asumió el reto y realizó con éxito el largo recorrido costero de trescientas millas marinas desde Iquique hasta Puerto Caballas, cerca de Pisco, donde desembarcó el día 24 de octubre. Los que lo vieron no podían creer que había recorrido tal distancia a bordo de una frágil embarcación.

## El Manifiesto de Chincha
De Puerto Caballas, Piérola pasó a Chincha, donde el 4 de noviembre de 1894 lanzó un "Manifiesto a la Nación", asumiendo el cargo de "Delegado Nacional". Sostuvo que la sublevación era indispensable para restablecer el imperio del orden y la ley, tan brutalmente atropellado, y para devolver al Perú su soberanía desconocida y su dignidad ultrajada.

## Extensión de la revolución
De Chincha, Piérola pasó a Cañete, donde se le reunieron las montoneras. Luego pasó a Huarochirí, iniciando así la campaña sobre Lima. Entretanto, los departamentos del norte y del centro se sumaron a la revolución. El 26 de enero de 1895 Arequipa cayó en poder de los revolucionarios que actuaban en el sur, quienes capturaron la Prefectura, la cárcel, las torres del templo y otros lugares. El 27 de enero fue derrotado y muerto en Moquegua el coronel Juan Luis Pacheco Céspedes, quien se había plegado al movimiento pierolista. En Cuzco, el 3 de abril, fuerzas coalicionistas dirigidas por los coroneles Esteban Salas y Antonio Fernández-Baca lograron apoderarse de la ciudad luego de un sangriento enfrentamiento en las calles en el que fue muerto el Prefecto coronel Antonio Marzo. En una escaramuza cerca de Puno fue mortalmente herido por un disparo cacerista el caudillo arequipeño Diego Masias y Calle, quien trasladado a su ciudad natal falleció a los pocos días. Luego de varios combates, todo el sur peruano quedó bajo control de la Coalición, si bien en Arequipa tomó el control Amador del Solar, con el título de Delegado del Primer Vicepresidente de la República (es decir, de Pedro Alejandrino del Solar, su padre, a quien consideraba como el indicado constitucionalmente para constituir gobierno). Solo faltaba capturar Lima, pero el avance sobre esta demoró un poco más. Mientras tanto, los coalicionistas fueron formando el llamado Ejército Nacional, cuyo jefe de Estado Mayor era el militar alemán Carlos Pauli. Muchos voluntarios se enrolaron en dicho ejército.

## El ataque sobre Lima
Desde enero de 1895 Lima vivió en constante incertidumbre, pues se temía de un momento a otro el ataque de Piérola. Cáceres disponía de 4000 hombres bien armados, y los coalicionistas solo tenían 3.000. En la tarde del 16 de marzo de 1895 Piérola dispuso el ataque a la capital. Su ejército se dividió en tres cuerpos para atacar simultáneamente Lima por el Norte, Centro y Sur.
En la madrugada del domingo 17 de marzo empezó el ataque y Piérola, a caballo y al frente de sus huestes, entró por la Portada de Cocharcas, memorable suceso histórico que ha sido inmortalizado por el pincel de Juan Lepiani. Las fuerzas de Cáceres retrocedieron hasta el Palacio de Gobierno, combatiendo con denuedo. Piérola estableció su Cuartel General en la Plazuela del Teatro, a cuatro cuadras de la Plaza de Armas. La lucha entre coalicionistas y caceristas fue muy sangrienta y generó sustanciales daños materiales, entre los que se registró el saqueo a la sede del Club de la Unión en el Portal de Botoneros.

## El armisticio
Al amanecer del 19 de marzo, más de 1000 cadáveres yacían insepultos en las calles y no menos de 2000 heridos en los hospitales. El fuerte calor veraniego empezó a descomponer los cadáveres, lo que amenazaba con desatar una epidemia. Se reunió entonces el cuerpo diplomático y bajo la presidencia del nuncio apostólico, monseñor José Macchi, se consiguió una tregua de 24 horas entre los combatientes para sepultar a los muertos y atender a los heridos. Técnicamente hablando, las fuerzas montoneras de Piérola no habían conseguido la victoria, pues el ejército de Cáceres permanecía prácticamente intacto; sin embargo el ambiente público era a favor de los revolucionarios y así lo entendieron los caceristas.
Prorrogado el armisticio, se firmó un acuerdo entre Luis Felipe Villarán (representante de Cáceres) y Enrique Bustamante y Salazar (representante de Piérola), bajo la mediación del Cuerpo Diplomático, acordándose el establecimiento de una Junta de Gobierno presidida por el civilista Manuel Candamo, y con dos representantes de Cáceres y dos de Piérola. La misión de esta Junta sería convocar a elecciones, mientras que los dos ejércitos se retiraban de la capital. El general Cáceres, luego de renunciar al gobierno, partió rumbo al extranjero. La revolución había triunfado.

## Consecuencias

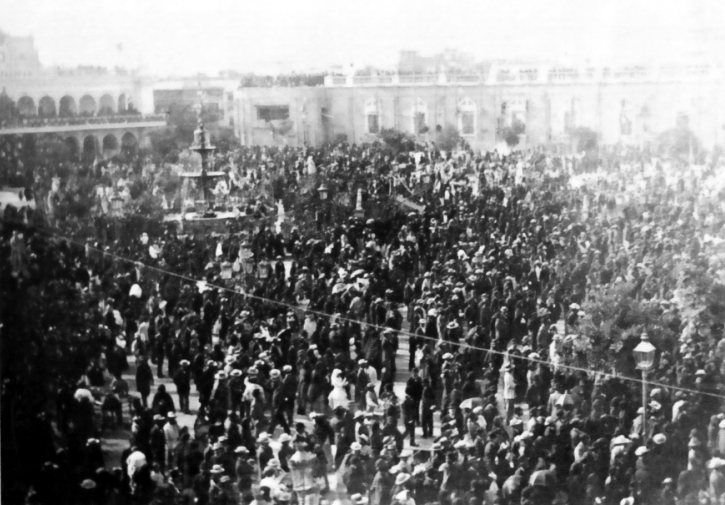
Concentración cívica en la plaza de armas de Lima, en 1895, celebrando el triunfo de la revolución de Piérola contra Cáceres.

El 8 de abril de 1895 Pedro Alejandrino del Solar reconoció a la Junta de Gobierno y renunció al derecho que algunos le atribuían para asumir la presidencia, en su calidad de primer vicepresidente del gobierno de Remigio Morales Bermúdez. El 14 de abril la Junta de Gobierno convocó a elecciones presidenciales. La Coalición Nacional, manteniendo la alianza, lanzó la candidatura de Piérola, quien sin contendor resultó elegido con abrumadora mayoría. Hasta entonces, las elecciones se hacían por el sistema indirecto de los Colegios Electorales: de los 4310 electores, 4150 votaron por Piérola.
Nicolás de Piérola fue ungido como presidente de la República el 8 de septiembre de 1895. Hizo una gestión notable, constituyéndose en el verdadero artífice de la Reconstrucción Nacional iniciada tras la catastrófica Guerra del Pacífico. Inauguró a la vez un periodo de estabilidad política conocida luego como la  República Aristocrática, que se prolongaría durante las dos primeras décadas del siglo XX. Demostrando talante de estadista, Piérola convocó a los más capaces para ocupar funciones en el gobierno, sin tener en cuenta antecedentes partidarios; respetó escrupulosamente la Constitución; fortaleció las instituciones públicas e impulsó el desarrollo integral del país.